# Mjukbräken
Mjukbräken (Polystichum setiferum) är en träjonväxtart som först beskrevs av Peter Forsskål, och fick sitt nu gällande namn av Moore och Woynar. Polystichum setiferum ingår i släktet Polystichum och familjen Dryopteridaceae. Inga underarter finns listade.

## Bildgalleri

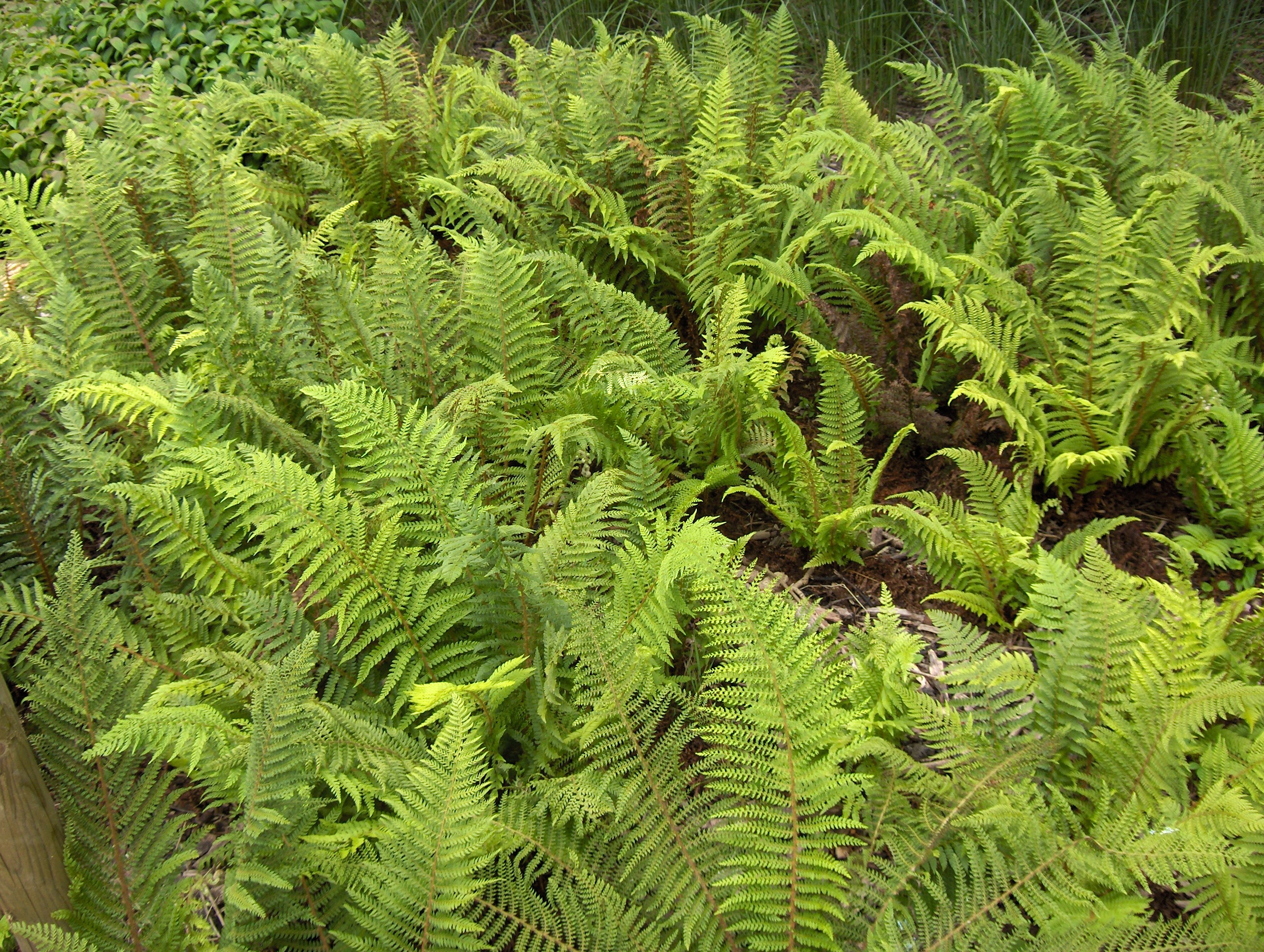
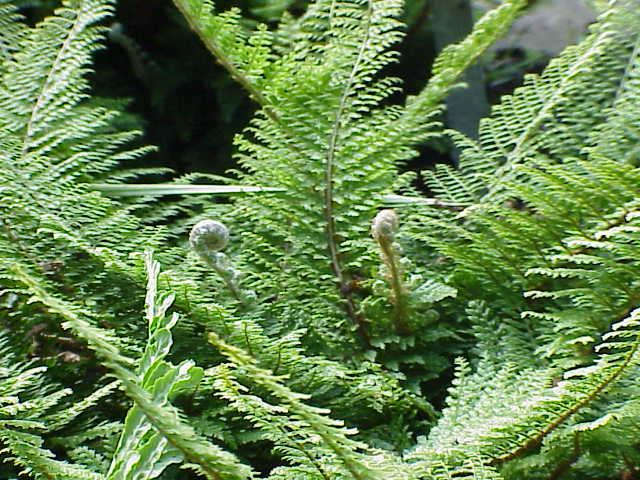
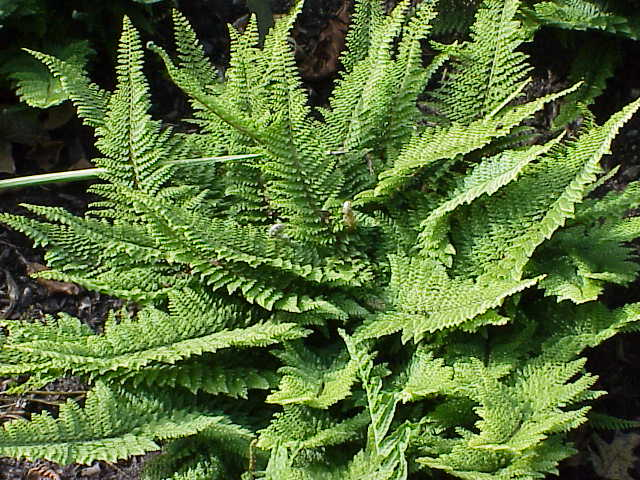
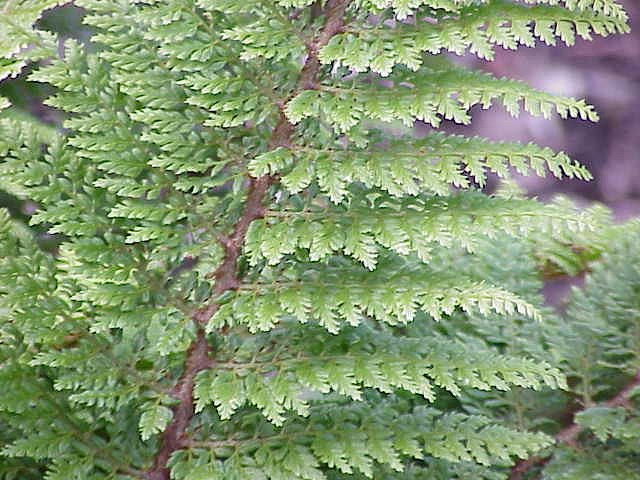
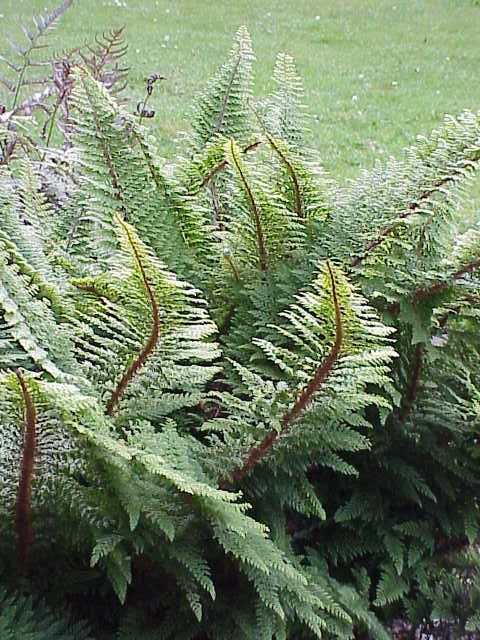
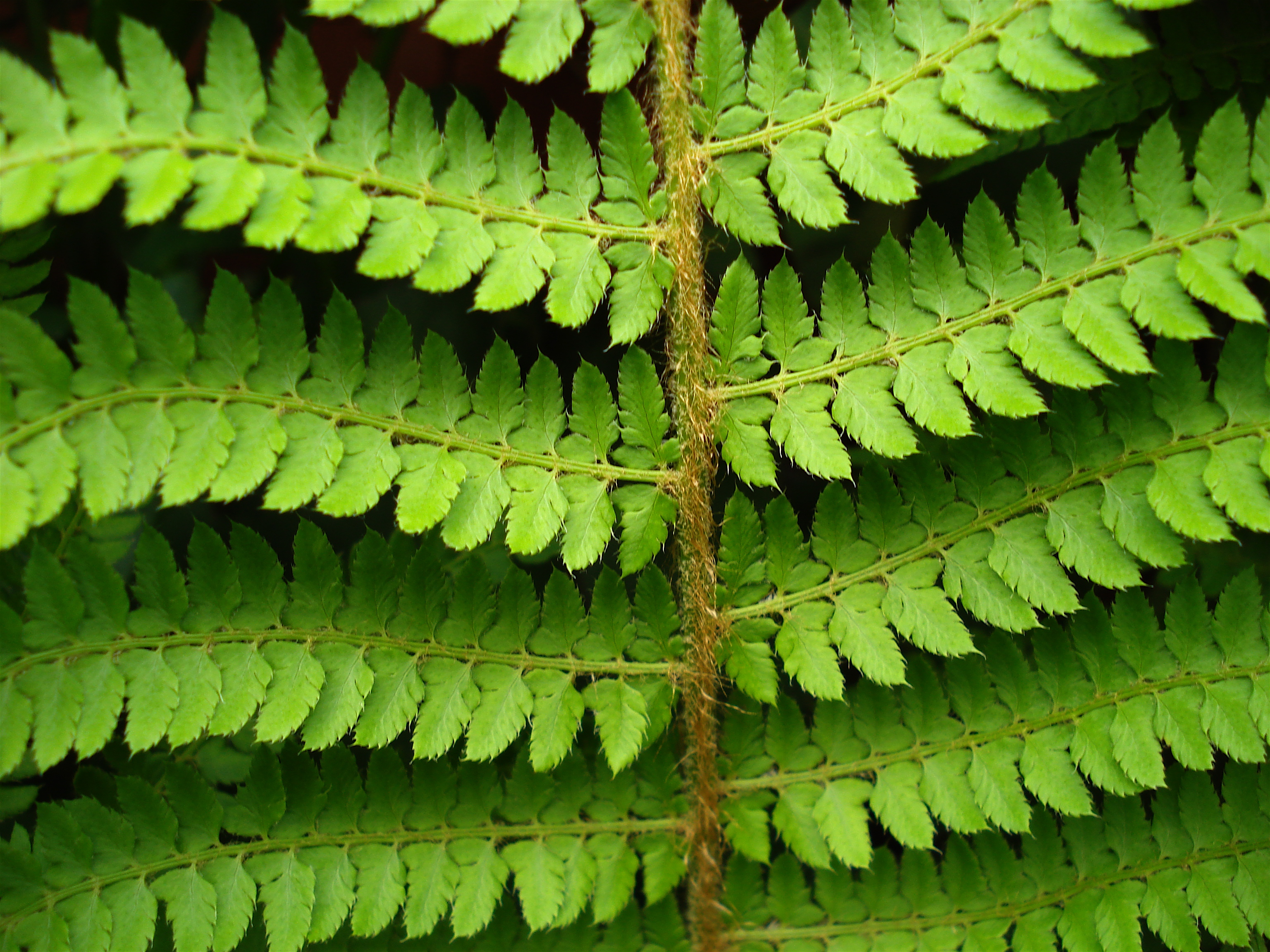
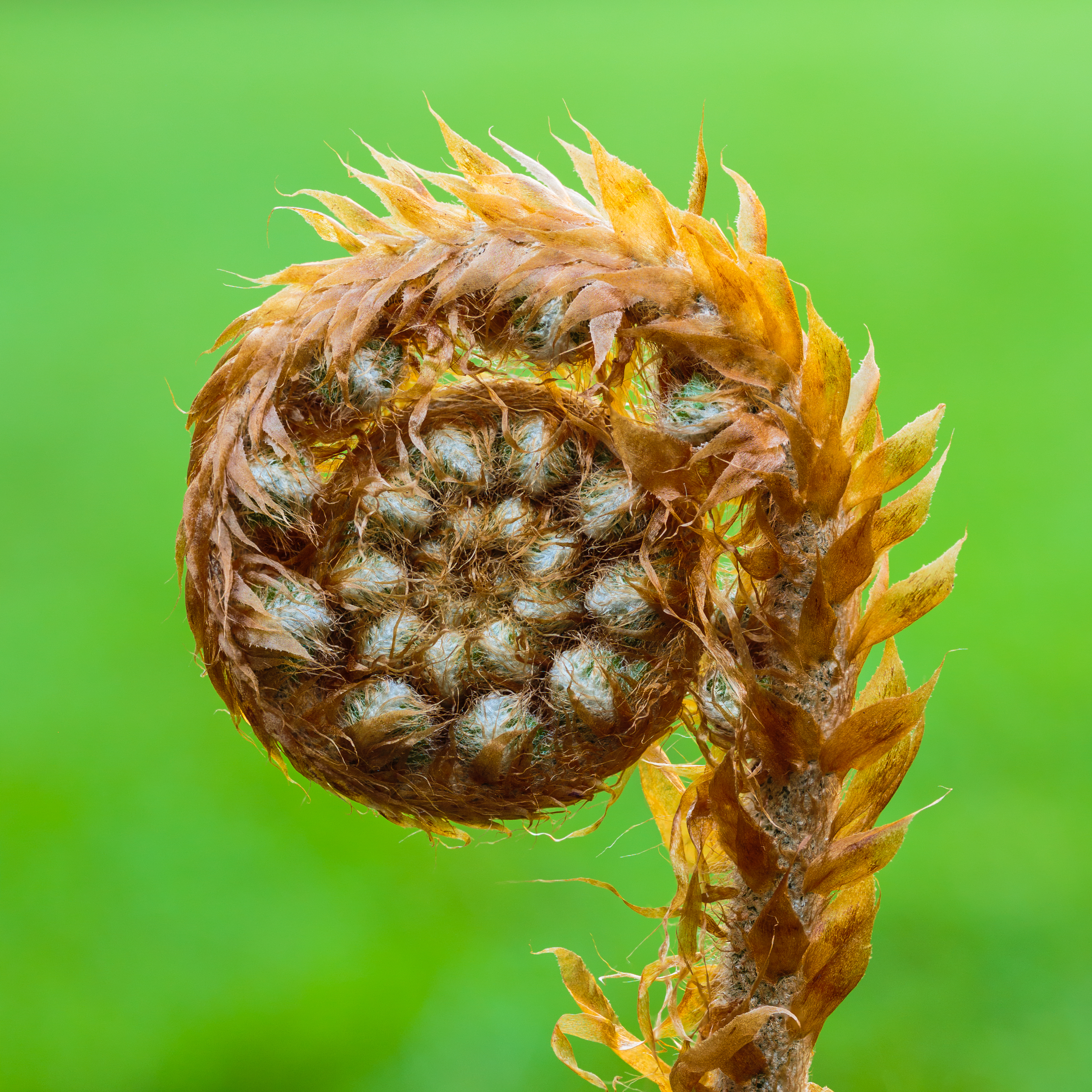
Blad i april månad, när det "rullas ut" på plantan.